# Jomfruland nationalpark
Jomfruland nationalpark er en norsk nationalpark som ligger på og omkring øerne Jomfruland og Stråholmen i skærgården i Vestfold og Telemark fylke i Norge; 98 % af arealet i nationalparken er havområder. Parken blev oprettet i 2016 for at « tage vare på et større naturområde med geologisk særpreg med israndafsætninger og biologisk mangfoldighed i hav og på land med særegne og representative økosystemer og landskaber som er uden tunge naturindgreb» og den dekker et område på 117 km2. 
Nationalparken ligger i Kragerø kommune; og grænser op til Stråholmen landskabsværnområde som blev nyoprettet samtidig med nationalparken. Oprettelsen kom som følge af et lokalt initiativ som startede i 2013.

## Geografi, landskab, geologi
98 % af arealet i nationalparken består af hav og havbund. Meget af havbunden er på lavt vand og har høj produktion. Omtrent 15 kvadratkilometer med naturtyperne tangskov, ålegræseng, blødbund, skalsand og israndsafsætninger har national værdi.
Landskabet mod havet er præget af rullesten og strandvolde. På landsiden er der åbne græsninger og enge. Randmorænen Raet som blev dannet i slutningen af sidste istid, dominerer i hele nationalparkens længde, både i hav og på land. Rullestenstranden på ydersiden af Jomfruland er ca 7 km lang.

## Flora og fauna
Jomfruland og Stråholmen bruges som rasteområder for trækfugle. Jomfruland Fuglestation har registreret 318 fuglearter, hvilket er det næst største antal i landet. Mod nord på Jomfruland og på Stråholmen yngler nattergal, tornirisk og af og til tornskade og karmindompap. Området har den største forekomst af fløjlsand på Østlandet. Der er en fast bestand af spættet sæl på Telemarkskysten og en stor andel holder til i nationalparken.

## Forvaltning og brug af området
Området er et populært fritidsområde. Særlig Jomfruland, men også Stråholmen, de andre holme og Stangnes på fastlandet er velbesøgt. Der er 22 områder i nationalparken med samlet areal på 150 hektar  som er sikret for til friluftsliv.